# NGC 5971
NGC 5971 је спирална галаксија у сазвежђу Змај која се налази на NGC листи објеката дубоког неба.
Деклинација објекта је + 56° 27' 43" а ректасцензија 15h 35m 36,9s. Привидна величина (магнитуда) објекта NGC 5971 износи 13,8 а фотографска магнитуда 14,7. NGC 5971 је још познат и под ознакама UGC 9929, MCG 9-26-2, CGCG 297-19, PGC 55529.